# 旧友 (行進曲)
『旧友』（きゅうゆう、独：Alte Kameraden）とは1889年にカール・タイケが作曲した、ドイツを代表する軍隊行進曲である。

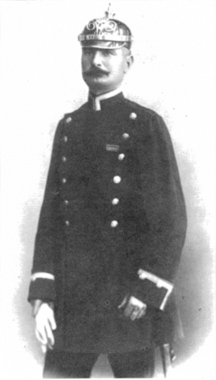
カール・タイケ

陸軍付の音楽家だったタイケがウルムにて勤務していた時に書かれた。タイケの代表作ともいえる曲であるが、この曲が作られた時の評判は決してよいものではなかった。楽譜を上官に提出した際には
| 「 | 行進曲は十分間に合っている。こんな曲はストーブに放りこんで薪にでもしてしまえ!' | 」 |

と酷評される有様だった。このような評価を下されたタイケは失意のあまり陸軍を退役してしまった。「旧友」の名は、その際の送別会で触れた、それまでの戦友達の友情に因んだもの。結局タイケが音楽家として活動している時に評価されることはなかったが後年評価されるようになり、今ではドイツのみならず世界中で知られドイツを代表する行進曲となっている。日本においても運動会やテレビ・ラジオで放送されるスポーツ番組のBGMなどでよく耳にする機会がある行進曲の一つである。
原曲は、『ラデツキー行進曲』や『双頭の鷲の旗の下に』のように中間部（トリオ）から主部に戻る形を取っているが、現在は、『星条旗よ永遠なれ』のようにトリオで終わらせる場合が多い。

## 歌詞
| Alte Kameraden auf dem Marsch durchs Land Schließen Freundschaft felsenfest und treu. Ob in Not oder in Gefahr, Stets zusammen halten sie auf's neu.                                                             | 国中を行進する旧友は 固い友情で結ばれている 苦難の中も危機の中も 団結を新たにする                                                   |
| Zur Attacke geht es Schlag auf Schlag, Ruhm und Ehr soll bringen uns der Sieg, Los, Kameraden, frisch wird geladen, Das ist unsere Marschmusik.                                                                  | 戦闘では矢継ぎ早の攻撃と 栄光と名誉は我等に勝利をもたらす さあ戦友よ、新しいやつが装填されるぞ これこそ我等の行進曲                 |
| Im Manöver zog das ganze Regiment Ins Quartier zum nächsten Dorfhauselement Und beim Wirte das Geflirte Mit den Mädels und des Wirtes Töchterlein.                                                               | 作戦の合間に連隊の皆で 隣村の家に赴き 村の娘達や領主の娘の もてなしに戯れたのだった                                                 |
| Lachen scherzen, lachen scherzen, heute ist ja heut' Morgen ist das ganze Regiment wer weiß wie weit. Kameraden, ja das Scheiden ist nun einmal unser Los,— Darum nehmt das Glas zur Hand und wir rufen „Prost“. | 笑え、騒げ、笑え、騒げ、今日は今日だ 明日のことなど誰が知る 戦友よ、別離は我等の宿命ではないか 故にグラスを手にして「乾杯」と言おう |
| Alter Wein gibt Jugendkraft; Denn es schmeckt des Weines Lebenssaft. Sind wir alt, das Herz bleibt jung Und gewaltig die Erinnerung.                                                                             | 古いワインが若い力をくれる それはワインの生命の味だ 我等が老いても心は若く 思い出も鮮明にしてくれる                                 |
| Ob in Freude, ob in Not, Bleiben wir getreu bis in den Tod. Trinket aus und schenket ein Und laßt uns alte Kameraden sein.                                                                                       | 歓喜のときも苦難のときも 我等は死ぬまで誠実でいよう 飲み干せ、また注げ そして我等は旧友でいよう                                     |
| Sind wir alt, das Herz bleibt jung, Schwelgen in Erinnerung. Trinket aus und schenket ein Und laßt uns alte Kameraden sein.                                                                                      | 我等が老いても心は若く 思い出に浸ろう 飲み干せ、また注げ そして我等は旧友でいよう                                                   |